# 1004

1004(천사)는 1003보다 크고 1005보다 작은 자연수다.

## 수학
- 합성수로, 그 약수는 1, 2, 4, 251, 502, 1004다. 진약수의 합은 760이므로, 1004는 부족수다.
- 17번째 헵타나치 수다. 앞의 헵타나치 수는 504, 다음은 2000이다. (OEIS의 수열 A122189)
- {\displaystyle 1004=14^{2}+18^{2}+22^{2}}
  - 공차가 4인 세 자연수의 제곱합으로 나타낼 수 있는 수다. 이 성질을 지닌 앞의 수는 899, 다음 수는 1115다.
- {\displaystyle 5^{25}-1}은 1004로 나누어떨어진다.

## 과학
- NGC 1004(영어판): 고래자리 방향에 있는 타원은하.

## 교통
- 1004번 지방도: 경상남도 진주시 사봉면에서 창원시 마산회원구 내서읍까지 이어지는 대한민국의 지방도.
- 1004번 홋카이도도(일본어판): 1994년 10월 1일부로 일반현도에서 주요 지방도로 재분류되어, 노선번호가 113번으로 개번되었다.

## 군사
- U-1004(영어판, 독일어판): 제2차 세계 대전에 사용된 나치 독일의 군용 잠수함.

## 문화유산
- 대한민국의 보물 제1004호: 조정 종가 문적

## 기타
- 날짜: 10월 4일
- 연도: 1004년, 기원전 1004년
- 1004는 한국어에서, 성경에 등장하는 ‘천사(天使, angel)’와 발음이 같다. 이로 인해 대한민국에서 1004번은 꽃배달 업체나 선물 가게의 전화번호로 많이 사용된다.

## 같이 보기
- 1000